# Storbritannien i olympiska vinterspelen 2018
Storbritannien deltog i de olympiska vinterspelen 2018 i Pyeongchang, Sydkorea, med en trupp på 58 deltagare (34 män och 24 kvinnor) fördelade på elva sporter.
Vid invigningsceremonin bars Storbritanniens flagga av skeletonåkaren Lizzy Yarnold.

## Medaljörer
| Medalj | Namn            | Sport     | Gren                | Datum            |
| ------ | --------------- | --------- | ------------------- | ---------------- |
| Guld   | Lizzy Yarnold   | Skeleton  | Damernas tävling    | 17 februari 2018 |
| Brons  | Isabel Atkin    | Freestyle | Damernas slopestyle | 17 februari 2018 |
| Brons  | Laura Deas      | Skeleton  | Damernas tävling    | 17 februari 2018 |
| Brons  | Dominic Parsons | Skeleton  | Herrarnas tävling   | 16 februari 2018 |
| Brons  | Billy Morgan    | Snowboard | Herrarnas big air   | 24 februari 2018 |